# Nederlandse Filmacademie
De Nederlandse Filmacademie, meestal aangeduid als "de filmacademie" (en door studenten als "de academie"), is gevestigd in Amsterdam aan het Mr. Visserplein.
De Filmacademie is een faculteit van de Amsterdamse Hogeschool voor de Kunsten (AHK). De Academie biedt een vierjarige hbo-opleiding, waarin studenten worden opgeleid op alle sleutelfuncties van het filmvak (zie onder). Studenten werken gedurende de hele opleiding in crews en worden begeleid door ervaren filmmakers. Volgens de website richt het onderwijs zich op "de creatieve, vakinhoudelijke, de technische en de artistieke ontwikkeling van de student". Sinds 2009 biedt de Filmacademie ook een masteropleiding Film aan.
Pathé stelt de Tuschinski Award beschikbaar, die jaarlijks wordt toegekend aan de regisseur van het beste eindexamenwerkstuk van deze school.

## Geschiedenis

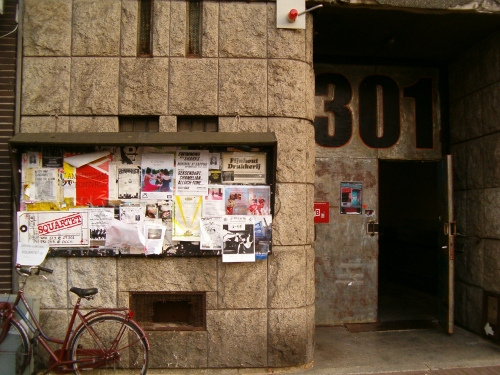
Ingang van de Filmacademie aan de Overtoom, zeven jaar na de verhuizing naar het Markenplein

De Nederlandse Filmacademie werd in 1958 opgericht door dr. Jan Marie Peters als een tweejarige opleiding. In 1960 werd de opleiding officieel erkend. In 1965 werd het onderwijs aan de Nederlandse Filmacademie met twee jaar uitgebreid tot een vierjarige studie. Voor het eerst werden drie studierichtingen aangeboden: een 'artistieke' richting met vakken als regie en scenario, een 'technische' richting met vakken als camera, geluid en montage én een productierichting.
Elektronische media kregen steeds meer invloed binnen de opleiding. Daarom nam men in 1975 het besluit om film en televisie een gelijkwaardige plaats binnen het lessen- en praktijkprogramma te geven. In dat jaar werd ook de naam van de opleiding officieel gewijzigd in Nederlandse Film en Televisie Academie. Sinds 2013 heeft de academie de oude naam weer terug: Nederlandse Filmacademie.
De Nederlandse Filmacademie was oorspronkelijk gevestigd in de Oude Hoogstraat en later aan de Overtoom, met uitzicht op het Vondelpark. In 1999 verhuisde de academie naar het door Koen van Velsen ontworpen gebouw aan het Markenplein.
De academie fuseerde in 1987 met het Conservatorium van Amsterdam, de Theaterschool, de Academie voor Beeldende Vorming, de Academie van Bouwkunst en de Reinwardt Academie tot de Amsterdamse Hogeschool voor de Kunsten (AHK). Binnen de AHK wordt onder andere samengewerkt in onderwijsprojecten en op het gebied van artistiek en theoretisch onderzoek.
De directeuren van de Nederlandse Filmacademie waren:
- Jan Marie Peters (1958-1967)
- Anton Koolhaas (1968-1978)
- Rens Groot (1978-1987), Hans Klap (1978-1984) en Wim van der Velde (1978-1987)
- Henk Petiet (1987-1992)
- Richard Woolley (1992-1996)
- Ad 's-Gravesande (1996-1999)
- Nelleke Maan (interim 1999-2000)
- Marieke Schoenmakers (2000-2008)
- Wim Capteyn (interim, 2008-2009)
- Sytze van der Laan (2009-2011)
- Renate Litjens (interim, 2011)
- Bart Römer (2012-2024)
- Tzara Tristana (sinds 2024)

## Afstudeerrichtingen

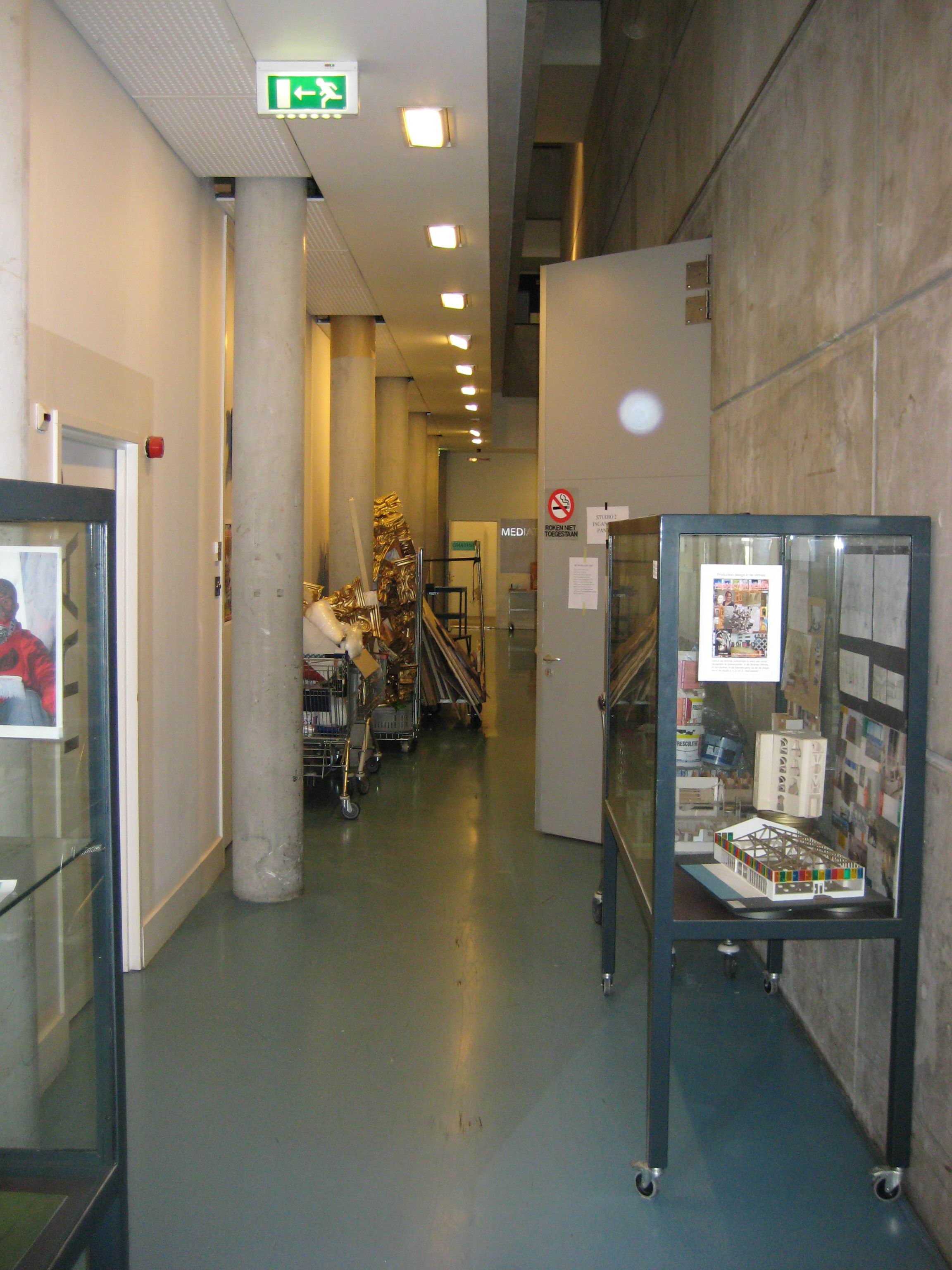
Interieur van de Filmacademie

De Nederlandse Filmacademie kent negen afstudeerrichtingen:
- Regie (fictie en documentaire)
- Scenario
- Productie
- Cinematography (voorheenCamera/Licht)
- Production design
- Sound design
- Montage
- Visual effects/Immersive media (VFX&IM)

## Oud-studenten

### Regie
- Eric Blom
- Nouchka van Brakel
- Stephan Brenninkmeijer
- Lodewijk Crijns
- Mike van Diem
- Jelle van Doornik
- Pieter Fleury
- Boudewijn de Groot
- Steffen Haars
- Nikolai van der Heyde
- Eduard Huis in 't Veld
- Martijn Hullegie
- Fatima Jebli Ouazzani
- Ate de Jong
- Roeland Kerbosch
- Martin Koolhoven
- David Lammers
- Nanouk Leopold
- Joram Lürsen
- Dick Maas
- Rob du Mée
- Ernest Meholli
- Ditteke Mensink
- Dana Nechushtan
- Johan Nijenhuis
- Paula van der Oest
- Tim Oliehoek
- Pim de la Parra
- Maria Peters
- Marc Pos
- Dave Schram
- Orlow Seunke
- Arend Steenbergen
- Carel Struycken
- Marc van Uchelen
- Jean van de Velde (niet afgemaakt)
- Ben Verbong
- Pieter Verhoeff
- Paul Verhoeven (niet afgemaakt)
- Wim Verstappen
- Frans Weisz
- Leon de Winter (niet afgemaakt)

### Scenario
- Martin Bril
- Natascha van Weezel
- Martin van Huijstee
- Beri Shalmashi

### Productie
- Johan Berends
- Pieter Jan Brugge

### Camera
- Jan de Bont
- Frans Bromet
- Robby Müller
- Theo van de Sande
- Rogier Stoffers
- Albert van der Wildt
- Rolf Dekens
- Pierre Rezus

### Montage
- Peter Alderliesten
- Job ter Burg
- Sander Vos
- Wouter van Luijn

### Sound design
- Evelien van der Molen